# Fontanes (Lot)
Fontanes é uma comuna francesa na região administrativa de Occitânia, no departamento de Lot. Estende-se por uma área de 16,44 km². Em 2010 a comuna tinha 497 habitantes (densidade: 30,2 hab./km²).